# Small Astronomy Satellite 2
Small Astronomy Satellite 2 (inne nazwy: SAS-2, SAS B, Explorer 48) – sztuczny satelita NASA należący do programu Explorer, drugi z serii małych satelitów do badań astronomicznych. Statek dostarczył pierwszych szczegółowych informacji o niebie w zakresie gamma. W trakcie trwającej około pół roku misji naukowej zbadano ok. 55% nieba, w tym większość płaszczyzny dysku Galaktyki.
Satelita został wystrzelony 15 listopada 1972 roku z morskiej platformy San Marco u wybrzeży Kenii, należącej do Centrum kosmicznego Luigi Broglio. Wszedł na niską orbitę okołoziemską o inklinacji ok. 2°.
SAS-2 miał kształt zbliżony do walca o wymiarach 0,59 na 1,35 metra. Wyposażony został w cztery panele ogniw słonecznych, które ładowały akumulator niklowo-kadmowy o pojemności 6 Ah. Statek był stabilizowany obrotowo, jednak obracał się bardzo wolno – zaledwie 1/12 obrotu na minutę. Satelita miał na pokładzie tylko jeden instrument naukowy – teleskop gamma, który wykonywał obserwacje w zakresie energii 20 MeV – 1 GeV. Został on włączony 20 listopada 1972, a 27 listopada satelita uzyskał status w pełni operacyjny. Dane były zbierane z prędkością 1000 bps i mogły być zapisywane na rejestratorze taśmowym, a jednocześnie transmitowane w czasie rzeczywistym. Zapisane dane były transmitowane raz w trakcie jednej orbity przez około 5 minut. 8 czerwca 1973 nastąpiła awaria zasilania i od tej pory nie uzyskano już żadnych użytecznych danych.
SAS-2 odkrył m.in. gwiazdę neutronową Gemingę – drugie pod względem mocy źródło promieniowania gamma wysokich energii.